# Bellflower (Illinois)
Bellflower és una població dels Estats Units a l'estat d'Illinois. Segons el cens del 2000 tenia 408 habitants.

## Demografia
Segons el cens del 2000, Bellflower tenia 408 habitants, 162 habitatges, i 117 famílies. La densitat de població era de 437,6 habitants/km².
Dels 162 habitatges en un 32,1% hi vivien nens de menys de 18 anys, en un 63,6% hi vivien parelles casades, en un 6,2% dones solteres, i en un 27,2% no eren unitats familiars. En el 24,7% dels habitatges hi vivien persones soles el 14,8% de les quals corresponia a persones de 65 anys o més que vivien soles. El nombre mitjà de persones vivint en cada habitatge era de 2,52 i el nombre mitjà de persones que vivien en cada família era de 3,01.
Per edats la població es repartia de la següent manera: un 24,8% tenia menys de 18 anys, un 7,8% entre 18 i 24, un 28,2% entre 25 i 44, un 23,3% de 45 a 60 i un 15,9% 65 anys o més.
L'edat mediana era de 39 anys. Per cada 100 dones de 18 o més anys hi havia 93,1 homes.
La renda mediana per habitatge era de 41.442 $ i la renda mediana per família de 45.625 $. Els homes tenien una renda mediana de 34.375 $ mentre que les dones 28.250 $. La renda per capita de la població era de 16.200 $. Cap de les famílies i el 0,5% de la població estaven per davall del llindar de pobresa.

## Poblacions més properes
El següent diagrama mostra les poblacions més properes.